# Castelo de Bouquéron

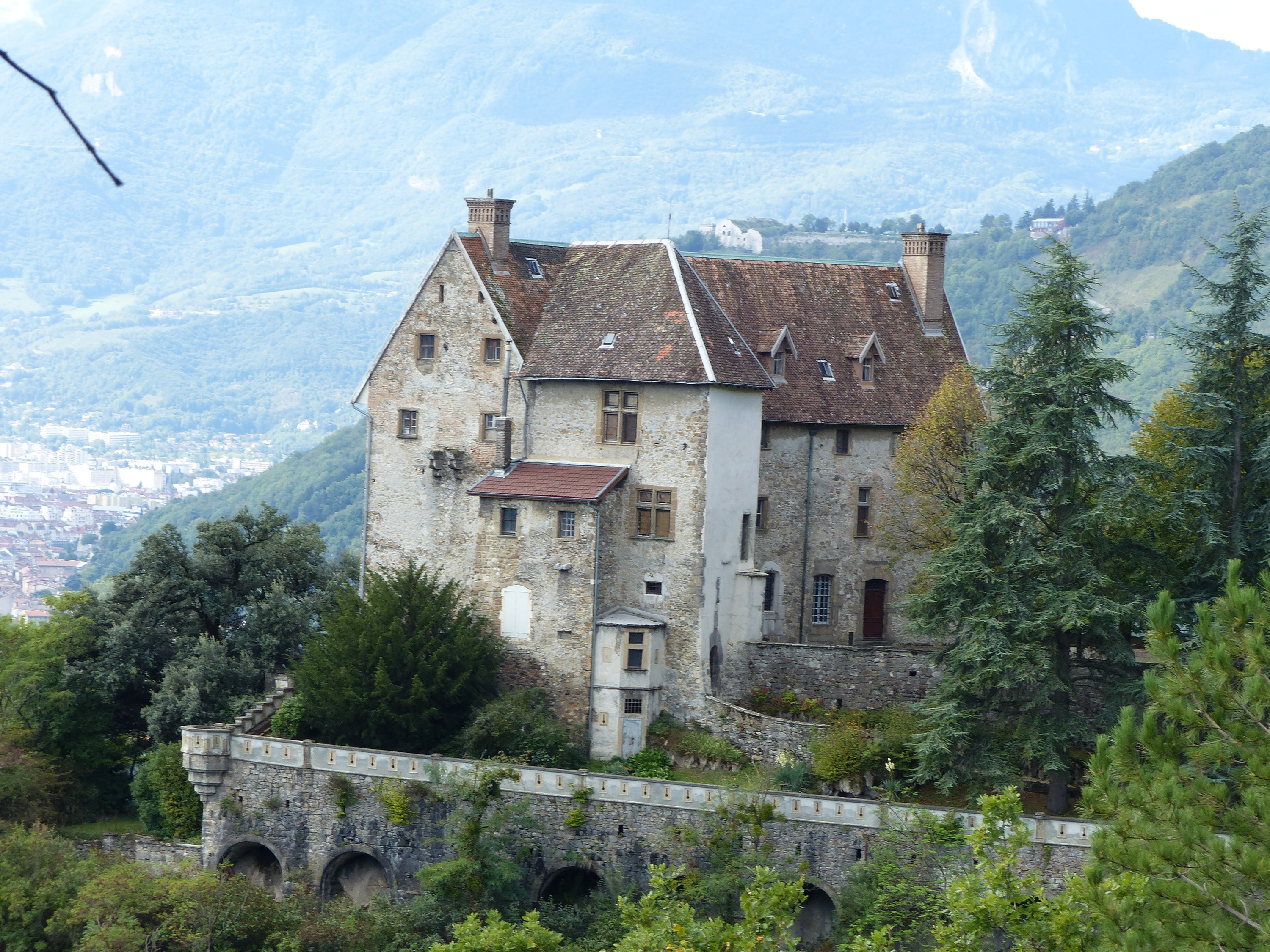

O Château de Bouquéron é uma fortaleza defensiva do século XV na comuna de Corenc, no departamento de Isère, na França. Foi modernizado e ampliado durante os séculos XVII e XVIII.
As fachadas, telhado e partes do interior foram classificados como monumento histórico pelo Ministério da Cultura da França em 1988.  O castelo foi construído sobre uma rocha e rodeado por um parque.
Durante a Revolução Francesa, o edifício foi vendido como um bem nacional. Em 1852, foi convertido em centro de hidroterapia . Actualmente é uma propriedade privada.